# Pellerey
Pellerey – miejscowość i gmina we Francji, w regionie Burgundia-Franche-Comté, w departamencie Côte-d’Or.
Według danych na rok 1990 gminę zamieszkiwało 106 osób, a gęstość zaludnienia wynosiła 9 osób/km² (wśród 2044 gmin Burgundii Pellerey plasuje się na 804. miejscu pod względem liczby ludności, natomiast pod względem powierzchni na miejscu 815.).